# 西枇杷島站
西枇杷島站（日语：／ Nishi-Biwajima eki */?）是一個位於日本愛知縣清須市西枇杷島町川口，屬於名古屋鐵道（名鐵）名古屋本線的鐵路車站。車站編號為NH39。

## 車站構造
對向式月台2面2線的高架車站。
| 月台     | 路線       | 方向 | 目的地                       |
| -------- | ---------- | ---- | ---------------------------- |
| （南側） | 名古屋本線 | 下行 | 名鐵一宮、名鐵岐阜、津島方向 |
| （北側） | 名古屋本線 | 上行 | 名鐵名古屋、金山方向         |

待避線拆去前車站構造
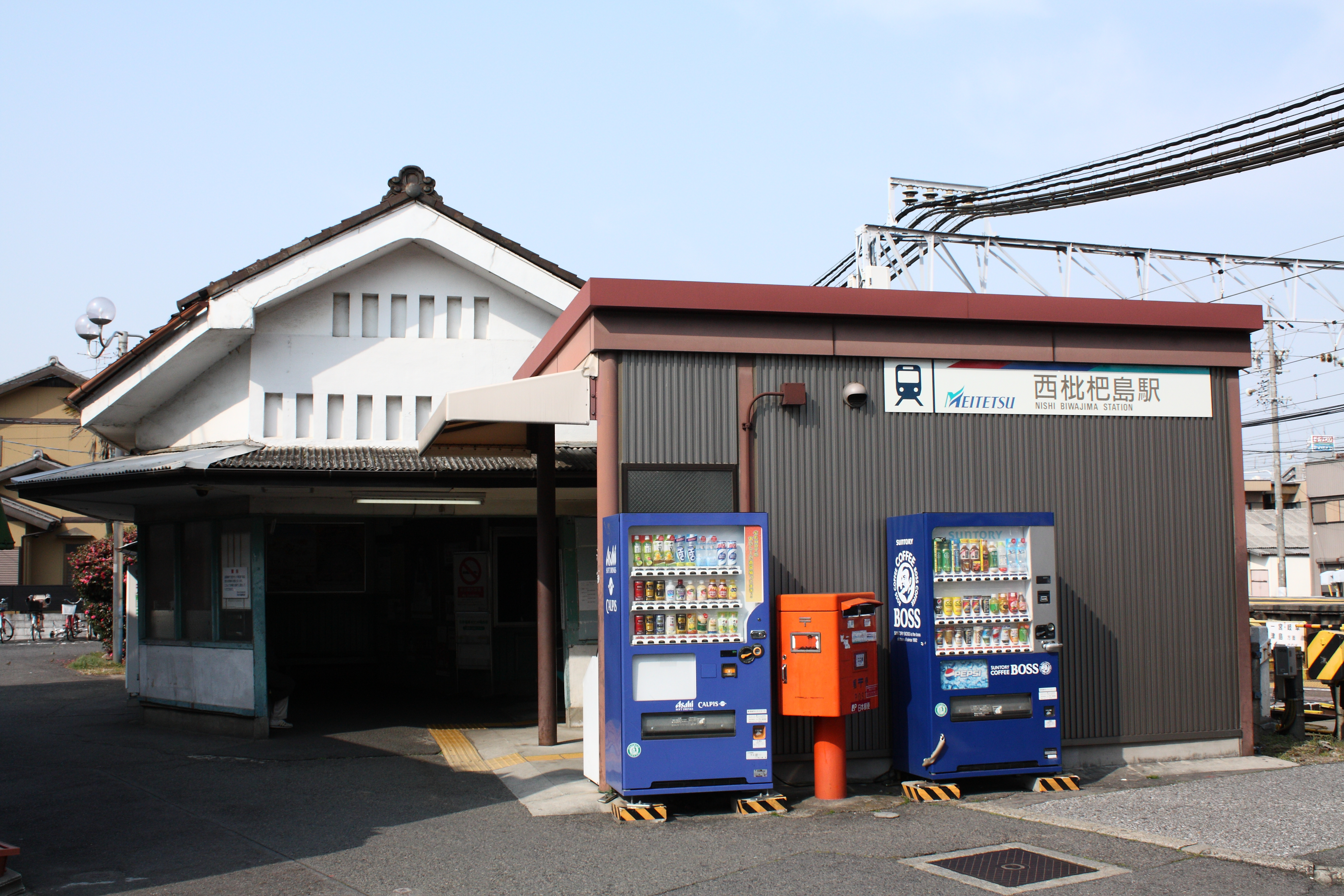
站舍鄰接的售票機小屋
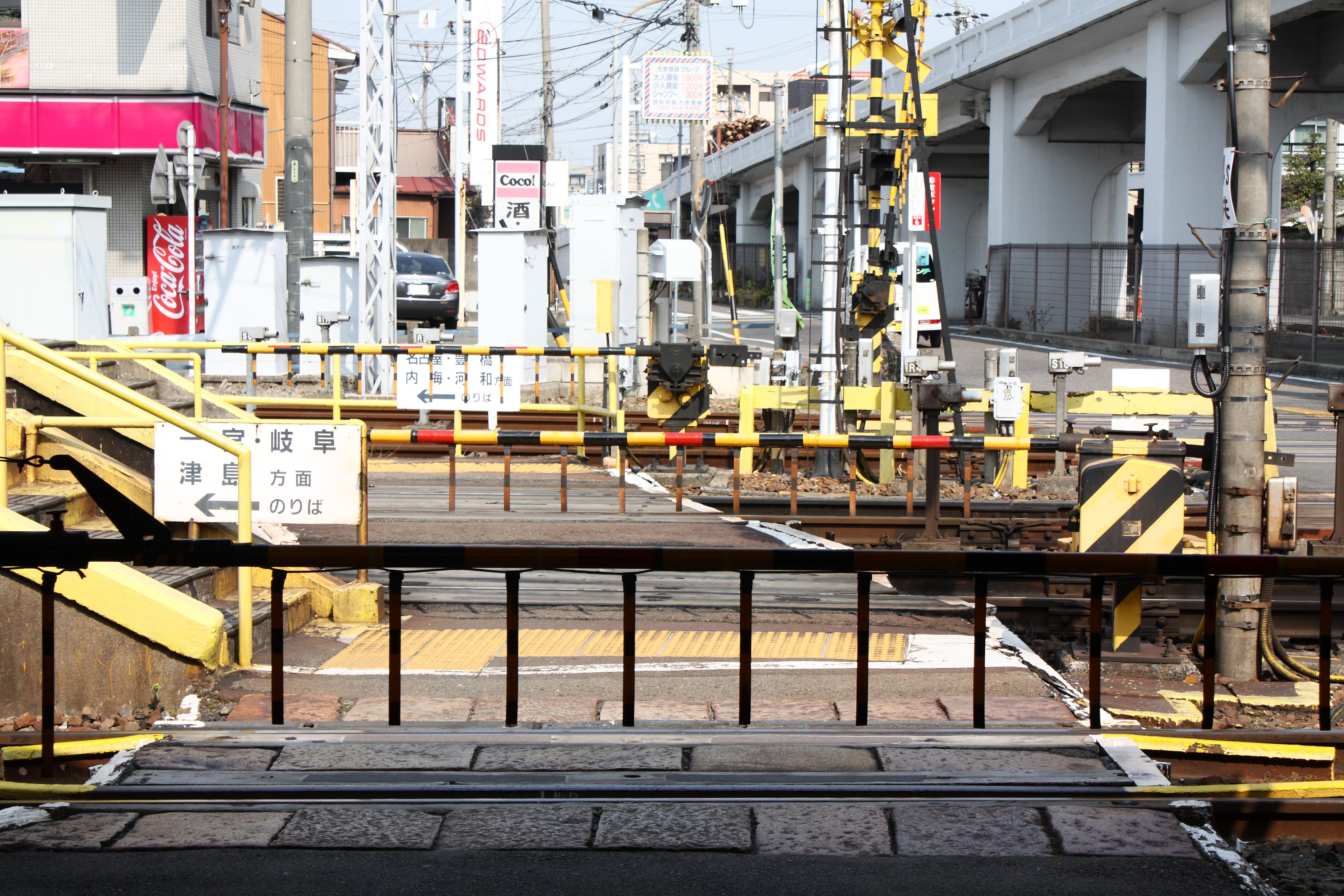
構內平交道
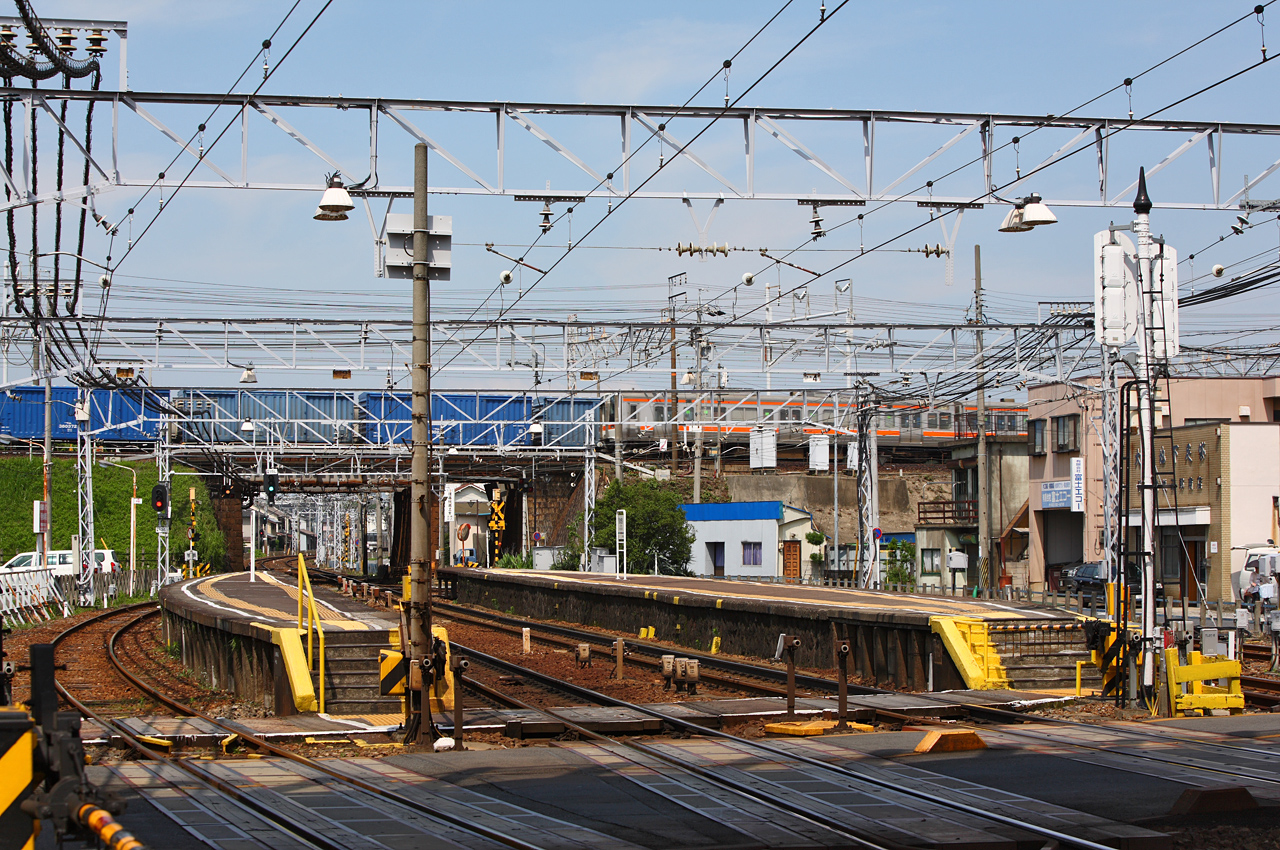
縣道與新幹線夾着的月台
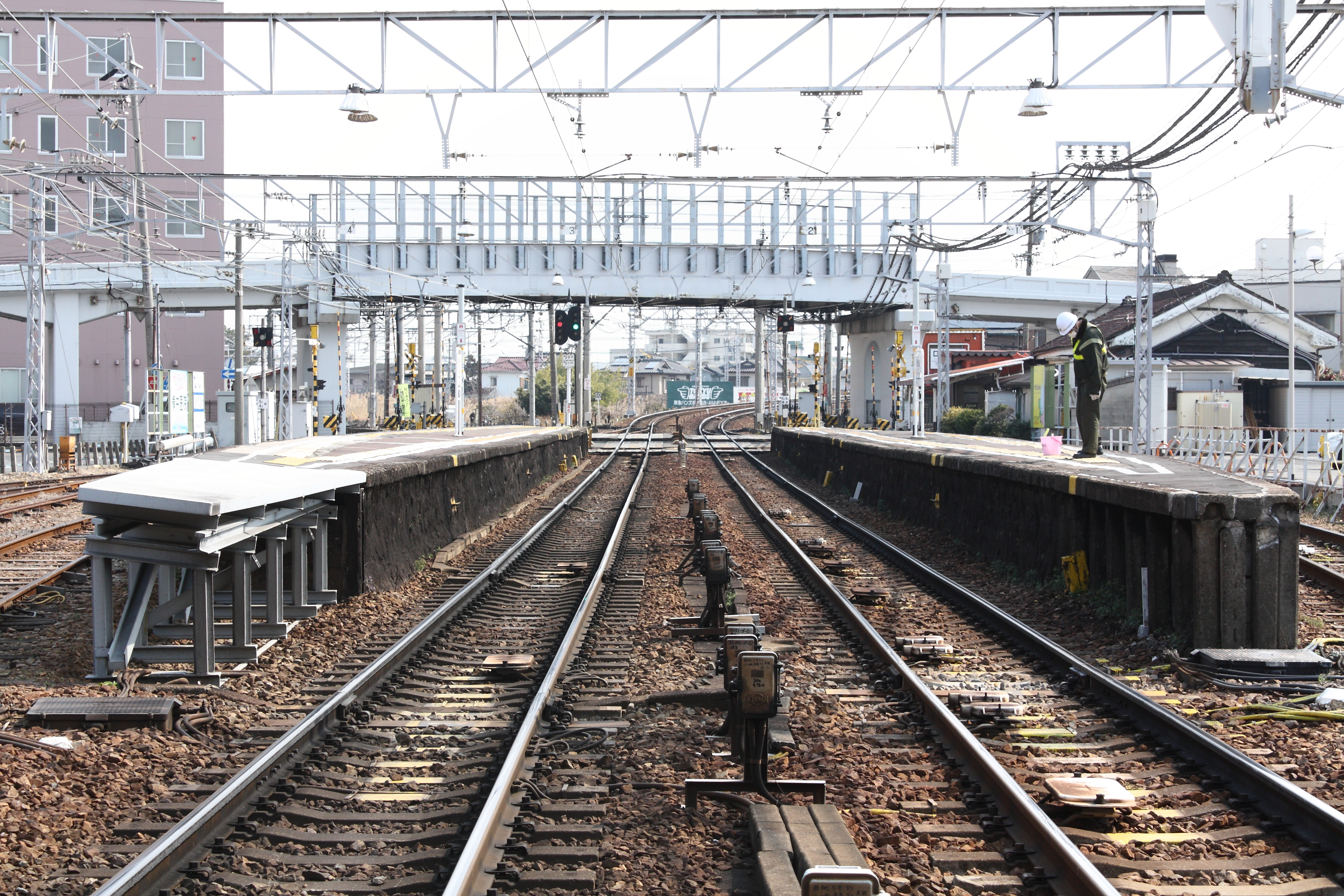
月台前端部

車站改善工程中的現況
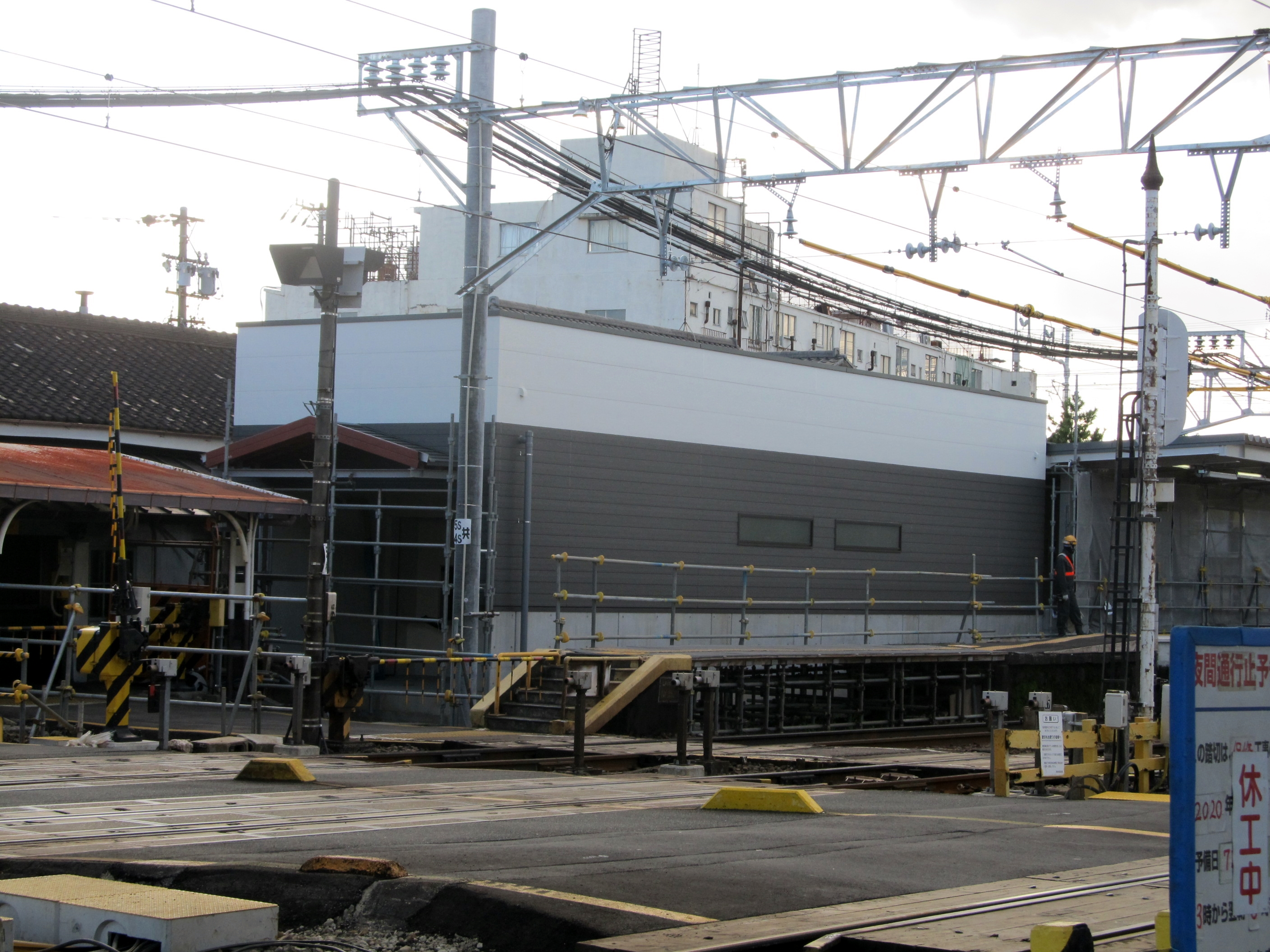
南口新站舍 (2020年10月)
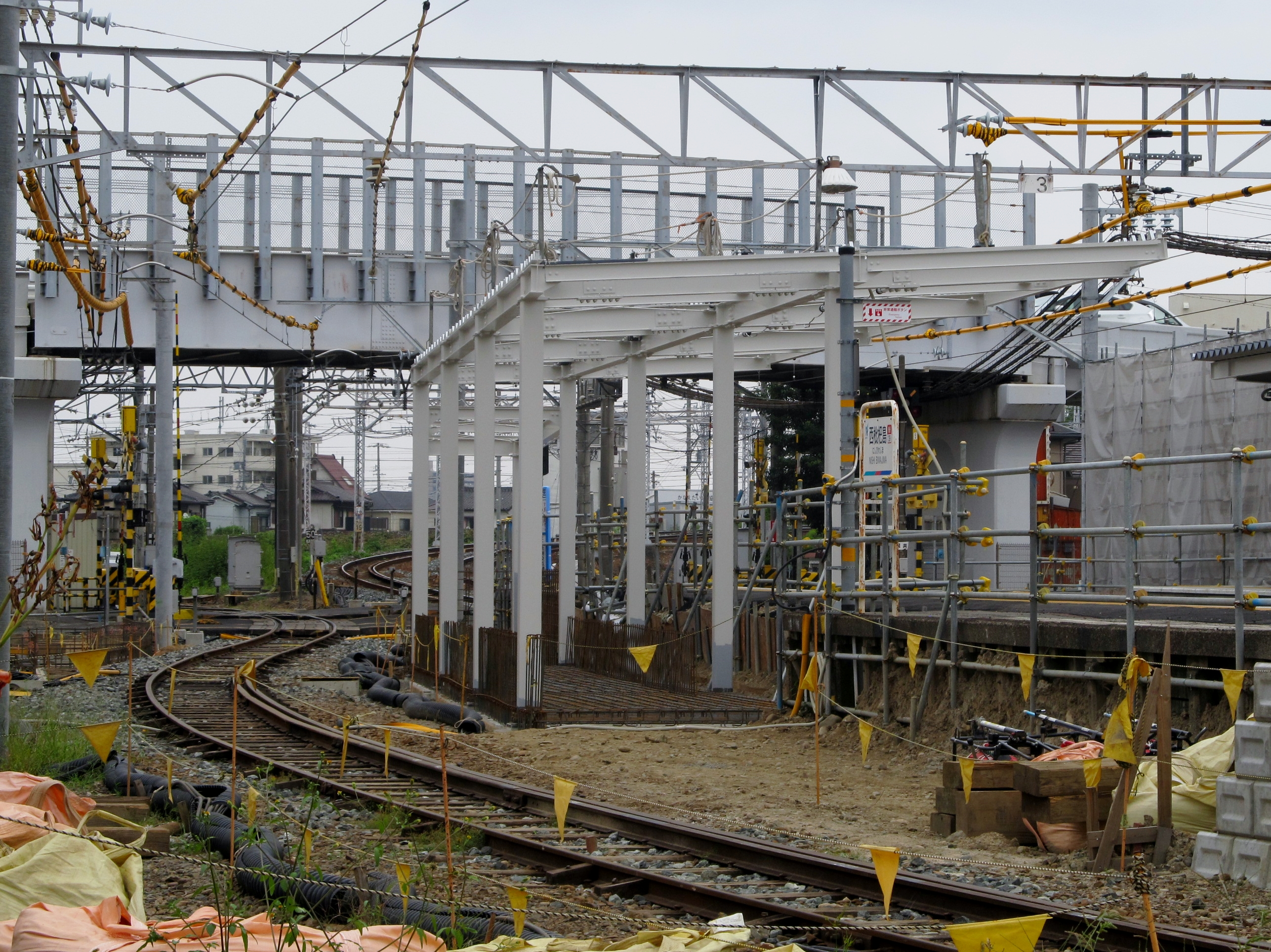
新設的北口 (2020年5月)
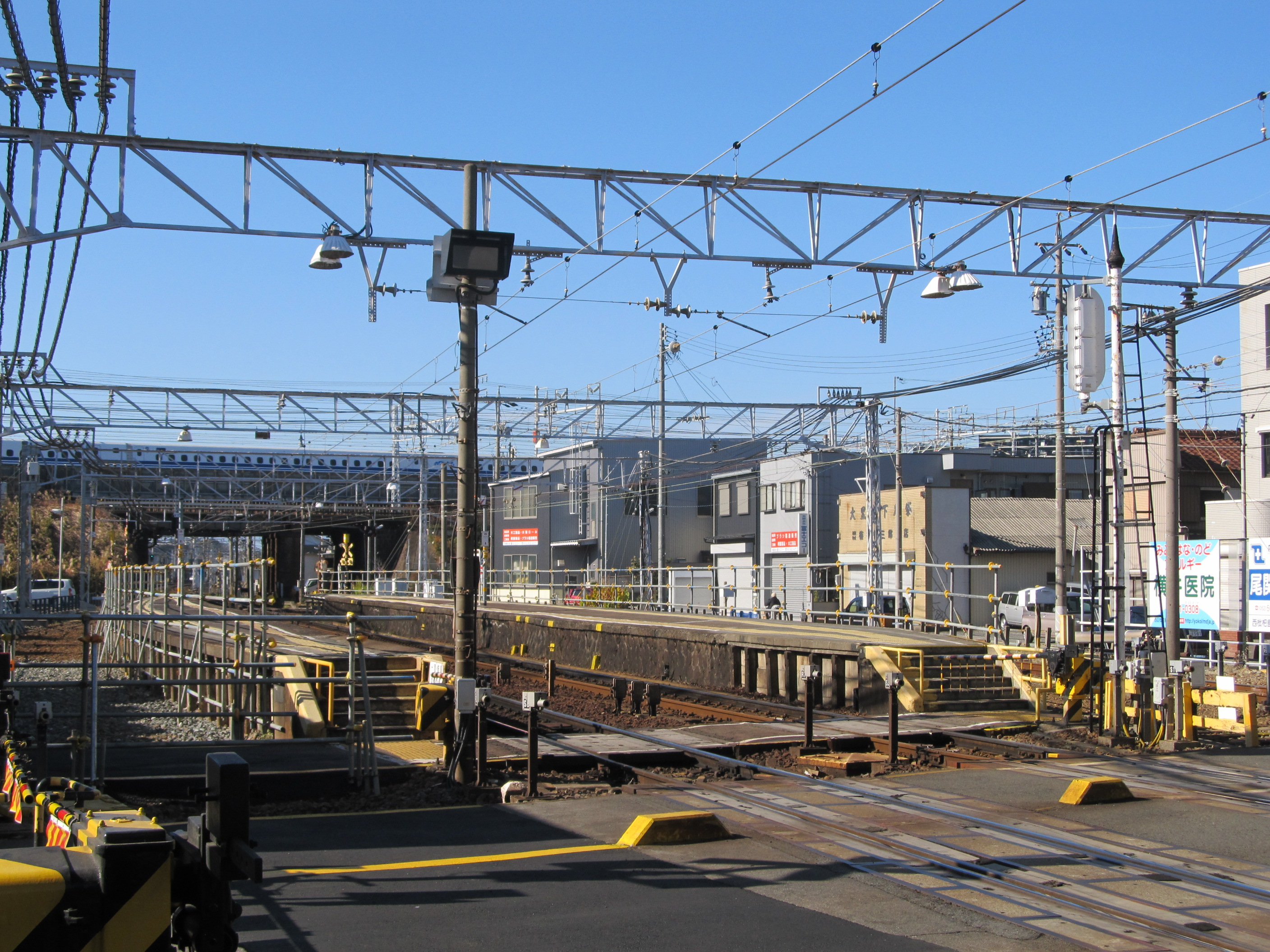
2面2線化的月台 (2019年12月)
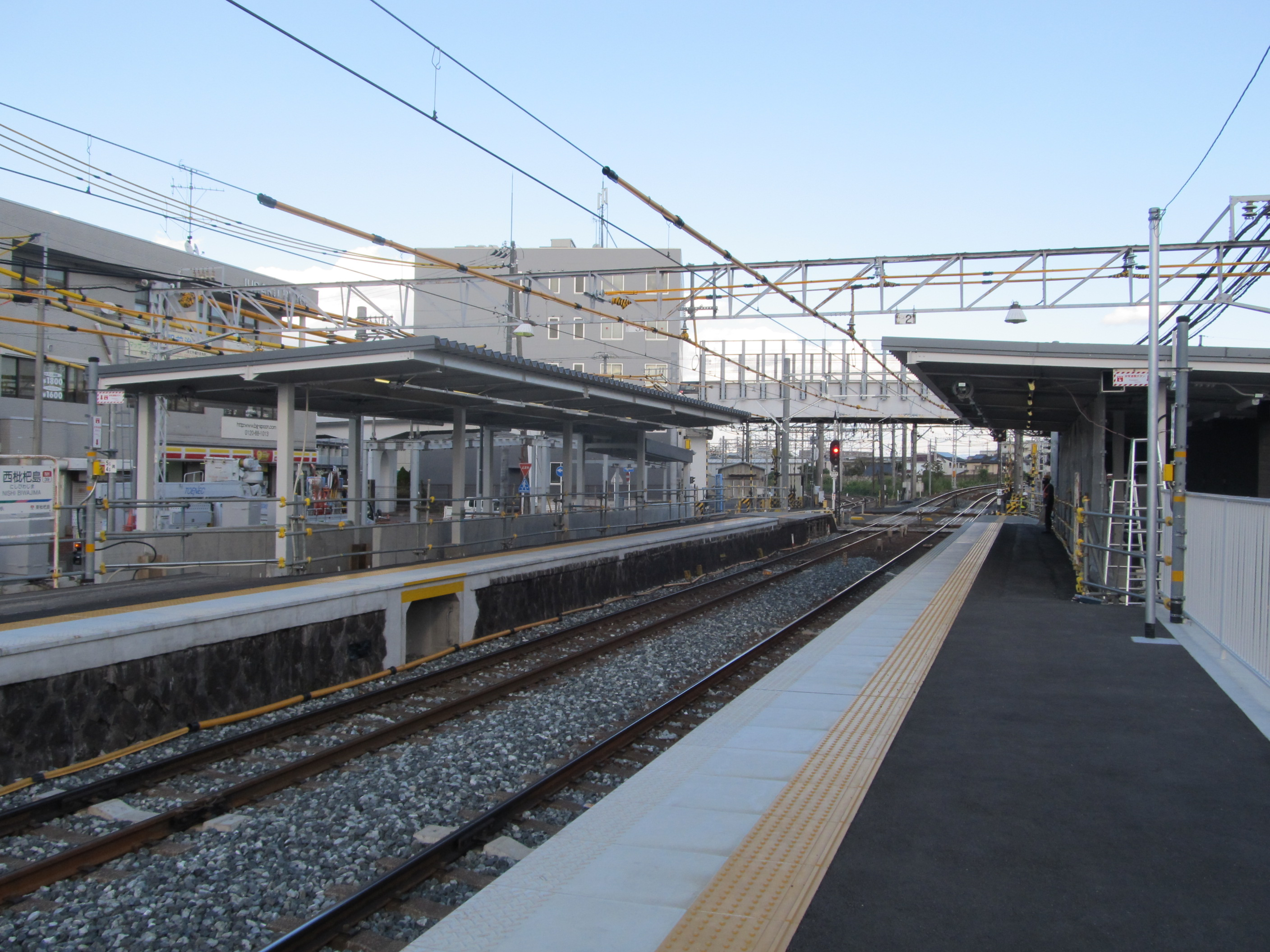
擴建的月台 (2020年10月)

### 配線圖
|                 | ↑ 名古屋本線 名古屋方向           |                             |
|                 | 西枇杷島站 構內配線略圖（2020年） | → 名古屋本線 一宮、岐阜方向 |
|                 | ↓ 犬山線 岩倉、犬山方向           |                             |
| 图例 参考文献： |                                   |                             |

## 相鄰車站
名古屋鐵道
 名古屋本線
□μ-SKY、□快速特急、□快速特急、■特急、■急行、■準急
通過
■普通
東枇杷島（NH38）－（枇杷島分岔點）－西枇杷島（NH39）－二杁（NH40）

## 外部連結
- 西枇杷島 - 名古屋鐵道